# Широкине
Широ́кине — село Сартанської селищної громади Маріупольського району Донецької області України. До початку російсько-української війни на Сході України було популярним курортним селищем

## Загальні відомості
Розташоване на березі Азовського моря, за 22 км від залізничної станції Маріуполь. Населення — 1411 осіб. Відстань до Новоазовська становить близько 22 км і проходить автошляхом E58.
Центральна садиба риболовецького колгоспу ім. XXI з'їзду КПРС розташована у Широкиному. Капітана-бригадира К. М. Ясиненка нагороджено орденом Трудового Червоного Прапора. Тут же міститься городня бригада колгоспу «Батьківщина» (центральна садиба розміщена у Лебединському).
До початку війни у Широкиному працювала школа, клуб, бібліотека. Було 4 магазини, пивний завод та меблевий цех. Також була турбаза Донецького обкому профспілки працівників вугільної промисловості і піонерський табір «Маяк» Макіївського міськкому тієї ж профспілки.
Село засноване у 1791 році. У Широкиному мешкає Герой Соціалістичної Праці К. С. Коваленко.
Поблизу Широкиного знайдено стоянку доби палеоліту.
Однією з місцевих визначних пам'яток є гора Шпиль, поблизу якої, за переказами, відпочивав Олександр Пушкін на шляху заслання.

## Бої за Широкине у 2014—2016 роках
Під час російсько-української війни на Сході України селище декілька разів переходило під контроль терористів ДНР та підрозділів Збройних сил України. В результаті запеклих боїв близько 60 % будівель в селищі виявились частково або повністю зруйнованими, а більшість мешканців покинули село. Станом на середину квітня 2015 року в Широкиному лишалося 40 жителів.
Бої за Широкине продовжувалися і після підписання мінських угод. 9 квітня 2015 речник Спеціальної моніторингової місії ОБСЄ в Україні Майкл Боцюрків закликав до демілітаризації Широкиного, 15 квітня аналогічна пропозиція була озвучена переговорною групою на чолі з експрезидентом Леонідом Кучмою за умови обов'язкової присутности представників ОБСЄ. Натомість вже 17 квітня полк «Азов» висловився проти демілітаризації, мотивуючи протест тим, що «відведення українських військ та організація пункту з моніторингу припинення вогню у Широкиному означає втрату цієї української території навіть за умови присутності там місії ОБСЄ. А віддати Широкине — це добровільно відкрити ворота до Маріуполя». Проти демілітаризації виступили і мешканці Маріуполя. Зокрема у відкритій заяві ГО «Оборона Маріуполя» йшлося про те, що «На території Широкиного розташована стратегічна висота, яку захисники Маріуполя відбили в агресора, і на якій бойовики не повинні перебувати, згідно з Мінськими угодами. Раніше з цієї вогневої точки неодноразово вівся артилерійський обстріл нашого міста. Саме з позицій на лінії Широкине — Пікузи терористи „ДНР“ атакували житловий мікрорайон „Східний“ 24 січня поточного року».
20 квітня 2015 року місія ОБСЄ запровадила цілодобовий контроль Широкиного, однак вже 27 квітня з'явилися повідомлення про обстріли місії ОБСЄ бойовиками ДНР. Обстріли позицій українських військ здійснювалися терористами і наступні місяці. в тому числі із використанням крупнокаліберної артилерії. Станом на початок червня 2015 року в селі лишилося всього близько 20 осіб постійного населення. 30 червня 2015-го спостерігачі місії ОБСЄ на Донбасі констатували, що в Широкиному населення відсутнє.
Нова хвиля протестів проти демілітаризації Широкиного розпочалася 26 липня 2015, після того, як з Генштабу прийшла вказівка про виведення батальйону «Донбас» та полку «Азов» з Широкиного.
26 лютого 2016 року російські терористи залишили Широкине, українські війська не поспішають займати їхні позиції з огляду на тотальну замінованість колишнього населеного пункту.
У 2022 році Широкине було знову окуповане російськими військами.

## Утворення військово-цивільної адміністрації
Згідно з указом Президента України №-351 від 3 листопада 2017 року, у селі утворено військово-цивільну адміністрацію, яка тимчасово буде виконувати функції державного керівництва замість самоврядних органів.

## Населення
Згідно з переписом УРСР 1989 року чисельність наявного населення села становила 1468 осіб, з яких 706 чоловіків та 762 жінки.
За переписом населення України 2001 року в селі мешкало 1411 осіб.

### Мова
Розподіл населення за рідною мовою за даними перепису 2001 року:
| Мова       | Відсоток |
| ---------- | -------- |
| українська | 60,31 %  |
| російська  | 39,40 %  |
| грецька    | 0,07 %   |
| молдовська | 0,07 %   |

## Відомі люди
- Ясиненко Микола Васильович — український скульптор, народний художник України.